# Deutsche Postgewerkschaft

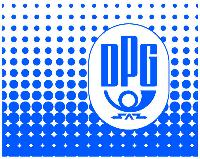
Logo der Deutschen Postgewerkschaft (DPG)

Die Deutsche Postgewerkschaft (DPG) war eine Gewerkschaft des Deutschen Gewerkschaftsbunds (DGB) mit Sitz in Frankfurt am Main.

## Vorgängerorganisationen
Die älteste Vorgängerorganisation war der 1890 gegründete Verband Deutscher Postassistenten. 1898 gründete sich der Verband Deutscher Post- und Telegraphen-Unterbeamten Vereine, 1900 die Vereinigung der höheren Reichspost- und Telegraphenbeamten und 1907 der Bund der Inspektoren und Amtmänner der Deutschen Reichspost. Hinzu kam 1912 der Verband Deutscher Reichspost- und Telegraphenbeamtinnen.
Diese und weitere Organisationen wurden 1933 gleichgeschaltet oder verboten.

## Gründung und Verlauf
Die Deutsche Postgewerkschaft wurde am 29. und 30. Juni 1949 in Stuttgart-Bad Cannstatt gegründet. Am 30. September 1950 hatte sie 183.333 Mitglieder, am 31. Dezember 1989 472.145. Zuletzt hatte sie ca. 457.000 Mitglieder und erreichte damit einen Organisationsgrad von über 80 % der Postbeschäftigten. Auf dem 17. Gewerkschaftskongress in Hannover 1993 wurde ein Mitgliederzahl von 585.220 veröffentlicht.
Am 19. November 1980 organisierte die Gewerkschaft Schwerpunktstreiks an denen sich 25.000 Arbeiter und Angestellte der Deutschen Bundespost beteiligten. Ziel war es Verbesserungen für Beschäftigte im Schichtdienst durchzusetzen. Nach Zusage der Arbeitgeberseite zur Gewährung zusätzlicher Freischichten wurde fünf Tage später die Arbeit wieder aufgenommen.
2001 ging die DPG gemeinsam mit der ÖTV, HBV, IG Medien und DAG in der Vereinten Dienstleistungsgewerkschaft (ver.di) auf, wobei die Postdienste und die Telekommunikation als Berufsgruppe in einem eigenen Fachbereich vertreten sind.

## Vorsitzende
- 1950–1971: Carl Stenger
- 1971–1982: Ernst Breit
- 1982–2001: Kurt van Haaren